# Gene Pitney

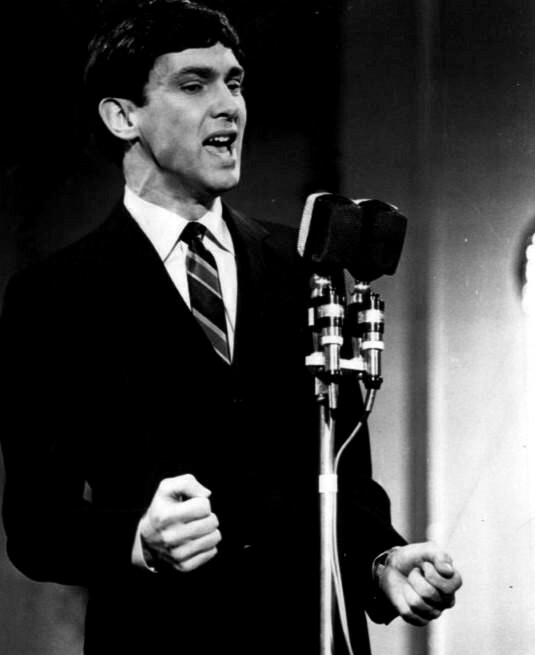
Gene Pitney (1967)

Gene Francis Alan Pitney (* 17. Februar 1940 in Hartford, Connecticut; † 5. April 2006 in Cardiff) war ein US-amerikanischer Sänger und Songschreiber.

## Musikalische Karriere
Zu Beginn seiner musikalischen Karriere trat Pitney unter verschiedenen Pseudonymen auf, so 1958 mit Ginny Arnell als Jamie & Jane und 1959 solo als Billy Bryan. Er schrieb Hits für andere Interpreten, etwa Today’s Teardrops für Roy Orbison, Hello Mary Lou für Ricky Nelson, Rubber Ball (gesungen u. a. von Bobby Vee) und He’s a Rebel für The Crystals. Pitney war ein Tenor mit einer markanten Stimme und deshalb mit einem hohen Wiedererkennungswert.
1961 hatte er mit (I Wanna) Love My Life Away seinen ersten Hit in den USA. Eine weitere Hit-Single in jenem Jahr, Every Breath I Take, wurde von Phil Spector produziert. Mit dem Titellied Town Without Pity des gleichnamigen Films (dt.: Stadt ohne Mitleid) gelang ihm schließlich der Durchbruch. Dieses Lied wurde mit dem Golden Globe Award als Best Song in a Motion Picture ausgezeichnet und für den Oscar nominiert, eine deutschsprachige Version des Liedes nahm Pitney ebenfalls auf: Bleibe bei mir. Unwesentlich später arbeitete er mit den Songschreibern Burt Bacharach und Hal David zusammen. So entstanden die Hits (The Man Who Shot) Liberty Valance, zum gleichnamigen Western, Only Love Can Break a Heart (1962), True Love Never Runs Smooth und Twenty Four Hours from Tulsa (1963). Ebenfalls erwähnenswert sind seine Country-Aufnahmen in jenen Jahren. So veröffentlichte unter anderem mit George Jones und Melba Montgomery Alben.
In den frühen 1960er Jahren hatte Gene Pitney viele weitere Hits, konnte aber in den USA der so genannten British Invasion nach 1964 wenig entgegensetzen. Er blieb jedoch in England und dem Rest Europas recht erfolgreich. So wurde er mit Nessuno mi può giudicare zusammen mit Caterina Caselli Zweiter beim Sanremo-Festival 1966 und verkaufte davon alleine in Italien 500.000 Tonträger. Sein letzter amerikanischer Hit war She’s a Heartbreaker (1968), während sein letzter und zugleich größter Erfolg in den britischen Charts Something’s Gotten Hold of My Heart (1989) war. Das Duett mit Marc Almond war eine Neuaufnahme seines Solohits von 1967. Die Single belegte erste Plätze in den Hitparaden in Großbritannien, Deutschland, Schweiz, Irland und Belgien; in Großbritannien und Deutschland wurde der Titel mit einer Goldenen Schallplatte ausgezeichnet.
2002 wurde Pitney in die Rock and Roll Hall of Fame aufgenommen.
Pitney hatte am 4. April 2006 ein Konzert in der St. David’s Hall in Cardiff gegeben. Am nächsten Morgen fand man ihn tot im Hotel. Pitney lag nach Angaben seines Tourmanagers James Kelly voll angekleidet auf seinem Bett und sei dem Anschein nach friedlich eingeschlafen.

## Diskografie

### Alben
| Jahr | Titel                                             | Höchstplatzierung, Gesamtwochen, AuszeichnungChartplatzierungen (Jahr, Titel, Platzierungen, Wochen, Auszeichnungen, Anmerkungen) | Höchstplatzierung, Gesamtwochen, AuszeichnungChartplatzierungen (Jahr, Titel, Platzierungen, Wochen, Auszeichnungen, Anmerkungen) | Höchstplatzierung, Gesamtwochen, AuszeichnungChartplatzierungen (Jahr, Titel, Platzierungen, Wochen, Auszeichnungen, Anmerkungen) | Anmerkungen                      |
| Jahr | Titel                                             | DE | UK | US | Anmerkungen                      |
| ---- | ------------------------------------------------- | --- | --- | --- | -------------------------------- |
| 1962 | Only Love Can Break a Heart                       | — | — | US48 (15 Wo.)US |                                  |
| 1963 | Gene Pitney Sings Just for You                    | — | — | US85 (7 Wo.)US |                                  |
| 1963 | (Gene Pitney Sings) World-Wide Winners            | — | — | US41 (31 Wo.)US | Kompilation mit drei neuen Songs |
| 1963 | Blue Gene                                         | — | UK7 (11 Wo.)UK | US105 (6 Wo.)US |                                  |
| 1964 | It Hurts to Be in Love / I’m Gonna Be Strong (UK) | — | UK15 (2 Wo.)UK | US42 (17 Wo.)US |                                  |
| 1965 | George Jones & Gene Pitney                        | — | — | US141 (4 Wo.)US | mit George Jones                 |
| 1965 | I Must Be Seeing Things                           | — | — | US112 (9 Wo.)US |                                  |
| 1965 | Looking Through the Eyes of Love                  | — | UK15 (5 Wo.)UK | US43 (24 Wo.)US |                                  |
| 1966 | Nobody Needs Your Love                            | — | UK13 (7 Wo.)UK | — |                                  |
| 1967 | Young Warm and Wonderful                          | — | UK39 (1 Wo.)UK | — |                                  |
| 1968 | She’s a Heartbreaker                              | — | — | US193 (3 Wo.)US | Albumtitel in UK: Pitney Today   |

Weitere Alben
| - 1962: The Many Sides of Gene Pitney - 1963: Gene Pitney - 1964: Meets the Fair Young Ladies of Folkland - 1964: Pitney Italiano - 1965: It’s Country Time Again! (mit George Jones) - 1965: Famous Country Duets (mit George Jones und Melba Montgomery) - 1965: Gene Pitney Sings the Great Songs of Our Time - 1966: Backstage - 1966: Being Together (mit Melba Montgomery) - 1966: The Country Side of Gene Pitney - 1966: Espanol - 1967: Just One Smile - 1968: Gene Pitney Sings Burt Bacharach | - 1968: Something’s Gotten Hold of My Heart - 1968: The Gene Pitney Story (2 LPs) - 1969: This Is Gene Pitney Singing the Platters’ Golden Platters - 1971: Super Star - 1971: Ten Years Later - 1972: New Sounds of Gene Pitney - 1975: Pitney ’75 - 1977: The Fabulous Gene Pitney - 1981: Golden Greats Gene Pitney - 1985: 24 Hours from Tulsa - 1989: Walkin’ in the Sun - 1995: The Great Recordings (2 CDs) |

### Kompilationen
| Jahr | Titel                                                 | Höchstplatzierung, Gesamtwochen, AuszeichnungChartplatzierungen (Jahr, Titel, Platzierungen, Wochen, Auszeichnungen, Anmerkungen) | Höchstplatzierung, Gesamtwochen, AuszeichnungChartplatzierungen (Jahr, Titel, Platzierungen, Wochen, Auszeichnungen, Anmerkungen) | Höchstplatzierung, Gesamtwochen, AuszeichnungChartplatzierungen (Jahr, Titel, Platzierungen, Wochen, Auszeichnungen, Anmerkungen) | Anmerkungen |
| Jahr | Titel                                                 | DE | UK | US | Anmerkungen |
| ---- | ----------------------------------------------------- | --- | --- | --- | ----------- |
| 1964 | Gene Pitney’s Big Sixteen                             | — | UK12 (7 Wo.)UK | US87 (9 Wo.)US |             |
| 1966 | Gene Pitney’s Big Sixteen, Vol. 3                     | — | — | US123 (8 Wo.)US |             |
| 1967 | Greatest Hits of All Times                            | — | — | US61 (51 Wo.)US |             |
| 1969 | Best Of                                               | — | UK8 (9 Wo.)UK | — |             |
| 1976 | His 20 Greatest Hits                                  | — | UK6 Gold · (14 Wo.)UK | — |             |
| 1990 | Backstage – The Greatest Hits and More                | — | UK17 Silber · (7 Wo.)UK | — |             |
| 2001 | Looking Through Gene Pitney – The Ultimate Collection | — | UK40 (3 Wo.)UK | — | Doppel-CD   |
| 2020 | Gold                                                  | — | UK30 (5 Wo.)UK | — |             |

Weitere Kompilationen
| - 1962: Spotlight On (mit The Newcastle Trio) - 1964: Gene Italiano - 1965: Gene Pitney’s Big Sixteen, Vol. 2 (auch als Gene Pitney’s More Big Sixteen) - 1965: Roger Miller Meets Johnny Rivers and Gene Pitney (mit Roger Miller und Johnny Rivers) - 1965: The Hit Album of Gene Pitney - 1966: This Is Gene Pitney (2 LPs) - 1969: The Greatest Hits of Gene Pitney - 1972: Golden Hour of Gene Pitney’s Greatest Hits - 1972: Golden Hour of Gene Pitney – Volume Two - 1973: The Golden Hits Of - 1974: 24 Hours from Tulsa (Greatest Hits Series Vol. 1) (UK: Silber) - 1975: All Time Greatest Hits - 1975: The Fabulous Gene Pitney - 1975: 20 Golden Greats - 1976: Collection (UK: Silber) - 1977: The Best of Gene Pitney - 1978: 100% Rock ’n’ Roll - 1980: The Songs of Burt Bacharach (mit Dionne Warwick, B. J. Thomas und The Shirelles) - 1981: Gene Pitney - 1981: The Best of Gene Pitney - 1981: 20 Greatest Hits - 1982: 16 Evergreens - 1982: Half Heaven Half Heartache (2 LPs) - 1984: Anthology 1961-1968 - 1984: The Gene Pitney Collection (2 LPs) - 1985: The Very Best of Gene Pitney - 1986: Emotions - 1988: The Best of Gene Pitney - 1989: Greatest Hits | - 1990: Only Love Can Break a Heart (2 LPs) - 1990: The Collection - 1991: The EP Collection - 1991: Greatest Hits - 1992: The Very Best of Gene Pitney: I’m Gonna Be Strong - 1992: Mr Hitmaker - 1993: Hits and Misses - 1993: Gold - 1993: The Great Gene Pitney - 1994: 24 Hours from Tulsa – The Best of Gene Pitney - 1994: The Very Best of Gene Pitney - 1994: Legends - 1994: The Best of Gene Pitney - 1995: Ultimate Anthology - 1997: The Very Best Of (UK: Silber) - 1999: His Greatest Hits - 1999: 25 All-Time Greatest Hits - 1999: The Definitive Collection (2 CDs) - 2000: The Story (CD + CD-ROM) - 2001: The Great Pretender - 2001: The Best Of - 2003: Something’s Gotten Hold of My Heart (2 CDs) - 2004: The Complete ’60s Duets (mit George Jones) - 2004: Gene Pitney’s Big 20: All the UK Top 40 Hits 1961-1973 - 2005: Something’s Gotten Hold of My Heart – The Collection (2 CDs) - 2007: Portrait Collection (2 CDs) - 2008: Legend - 2008: The Best of Gene Pitney 1958-1961 |

### EPs
- 1963: 3 canzoni
- 1963: Quando vendrai la mia ragazza
- 1963: La Meca
- 1964: I’m Gonna Be Strong
- 1964: I Must Be Seeing Things
- 1965: Canta en Italiano
- 1965: Gene Italiano
- 1966: San Remo Winners and Others
- 1966: Backstage
- 1966: Gene Pitney

### Singles als Leadmusiker
| Jahr | Titel Album                                                                        | Höchstplatzierung, Gesamtwochen/‑monate, AuszeichnungChartplatzierungen (Jahr, Titel, Album, Platzierungen, Wochen/Monate, Auszeichnungen, Anmerkungen) | Höchstplatzierung, Gesamtwochen/‑monate, AuszeichnungChartplatzierungen (Jahr, Titel, Album, Platzierungen, Wochen/Monate, Auszeichnungen, Anmerkungen) | Höchstplatzierung, Gesamtwochen/‑monate, AuszeichnungChartplatzierungen (Jahr, Titel, Album, Platzierungen, Wochen/Monate, Auszeichnungen, Anmerkungen) | Anmerkungen      |
| Jahr | Titel Album                                                                        | DE | UK | US | Anmerkungen      |
| ---- | ---------------------------------------------------------------------------------- | --- | --- | --- | ---------------- |
| 1961 | I Wanna Love My Life Away The Many Sides of Gene Pitney                            | — | UK26 (11 Wo.)UK | US39 (8 Wo.)US |                  |
| 1961 | Every Breath I Take The Many Sides of Gene Pitney                                  | — | — | US42 (8 Wo.)US |                  |
| 1961 | Town Without Pity The Many Sides of Gene Pitney                                    | — | UK32 (6 Wo.)UK | US13 (19 Wo.)US |                  |
| 1962 | (The Man Who Shot) Liberty Valance Only Love Can Break a Heart                     | — | — | US4 (13 Wo.)US |                  |
| 1962 | If I Didn’t Have a Dime (To Play the Jukebox) Gene Pitney Sings World-Wide Winners | — | — | US58 (7 Wo.)US |                  |
| 1962 | Only Love Can Break a Heart                                                        | — | — | US2 (14 Wo.)US |                  |
| 1962 | Half Heaven – Half Heartache Gene Pitney Sings World-Wide Winners                  | — | — | US12 (12 Wo.)US |                  |
| 1963 | Mecca Gene Pitney Sings Just for You                                               | — | — | US12 (11 Wo.)US |                  |
| 1963 | True Love Never Runs Smooth Only Love Can Break a Heart                            | — | — | US21 (11 Wo.)US |                  |
| 1963 | Twenty Four Hours from Tulsa Blue Gene                                             | — | UK5 (19 Wo.)UK | US17 (11 Wo.)US |                  |
| 1964 | That Girl Belongs to Yesterday It Hurts to Be in Love                              | — | UK7 (12 Wo.)UK | US49 (7 Wo.)US |                  |
| 1964 | Yesterday’s Hero Blue Gene                                                         | — | — | US64 (5 Wo.)US |                  |
| 1964 | It Hurts to Be in Love                                                             | — | UK36 (4 Wo.)UK | US7 (16 Wo.)US |                  |
| 1964 | I’m Gonna Be Strong It Hurts to Be in Love                                         | — | UK2 (14 Wo.)UK | US9 (12 Wo.)US |                  |
| 1965 | I Must Be Seeing Things                                                            | — | UK6 (10 Wo.)UK | US31 (7 Wo.)US |                  |
| 1965 | I’ve Got Five Dollars and It’s Saturday Night George Jones and Gene Pitney         | — | — | US99 (1 Wo.)US | mit George Jones |
| 1965 | Last Chance to Turn Around The Hit Album of Gene Pitney                            | — | — | US13 (10 Wo.)US |                  |
| 1965 | Looking Through the Eyes of Love                                                   | — | UK3 (12 Wo.)UK | US28 (8 Wo.)US |                  |
| 1965 | Princess in Rags Gene Pitney’s Big Sixteen, Vol. 3                                 | — | UK9 (12 Wo.)UK | US37 (8 Wo.)US |                  |
| 1966 | Backstage                                                                          | — | UK4 (10 Wo.)UK | US25 (8 Wo.)US |                  |
| 1966 | Nobody Needs Your Love Backstage                                                   | — | UK2 (13 Wo.)UK | — |                  |
| 1966 | Just One Smile                                                                     | — | UK8 (12 Wo.)UK | US64 (6 Wo.)US |                  |
| 1967 | Cold Light of Day Just One Smile                                                   | — | UK38 (6 Wo.)UK | — |                  |
| 1967 | Something’s Gotten Hold of My Heart Pitney Today                                   | — | UK5 (13 Wo.)UK | — |                  |
| 1968 | Somewhere in the Country Pitney Today                                              | DE39 (½ Mt.)DE | UK19 (9 Wo.)UK | — |                  |
| 1968 | She’s a Heartbreaker Pitney Today                                                  | — | — | US16 (13 Wo.)US |                  |
| 1968 | Billy You’re My Friend The Greatest Hits of Gene Pitney                            | — | — | US92 (3 Wo.)US |                  |
| 1968 | Yours Until Tomorrow Pitney Today                                                  | — | UK34 (7 Wo.)UK | — |                  |
| 1969 | Maria Elena Something’s Gotten Hold of My Heart                                    | — | UK25 (6 Wo.)UK | — |                  |
| 1969 | She Lets Her Hair Down (Early in the Morning) Super Star                           | — | — | US89 (5 Wo.)US |                  |
| 1970 | A Street Called Hope Ten Years Later                                               | — | UK37 (5 Wo.)UK | — |                  |
| 1970 | Shady Lady Ten Years Later                                                         | — | UK29 (8 Wo.)UK | — |                  |
| 1973 | 24 Sycamore The Gene Pitney Story                                                  | — | UK34 (7 Wo.)UK | — |                  |
| 1974 | Blue Angel Pitney ’75                                                              | — | UK39 (4 Wo.)UK | — |                  |

Weitere Singles
| - 1961: Please Come Back - 1961: Take Me Tonight - 1963: Resta Sempre Accanto a Me - 1963: Ritorna - 1963: Un Soldino / Non Lasciamoci / Only Love Can Break a Heart - 1964: E se domani… - 1964: Cornflower Blue - 1964: E quando viene la notte - 1964: Not Responsible - 1964: Town Without Pity - 1964: I’m Gonna Find Myself a Girl - 1965: Wreck On the Highway (George & Gene) - 1965: Louisiana Man (George & Gene) - 1965: Y’all Come (George & Gene) - 1965: Nessuno mi può giudicare - 1965: I tuoi anni piu belli - 1965: Amici miei - 1965: Amici miei / I tuoi anni piu belli (Gene Pitney beim Sanremo-Festival) - 1965: La spia - 1966: Quella che sa piangere - 1966: Verrò - 1967: Animal Crackers (In Cellophane Boxes) | - 1967: I’m Gonna Listen to Me - 1967: Guardati alle spalle - 1967: Tremblin’ - 1968: Yours Until Tomorrow - 1968: Love Grows - 1969: Baby, You’re My Kind of Woman - 1969: Summertime Dreaming - 1971: Stand by the One Who Loves Me - 1971: All the Young Women - 1971: It’s Not That I Don’t Love You - 1971: Gene Are You There - 1971: Run Run Roadrunner - 1972: Baby I Need Your Lovin’ - 1972: I Just Can’t Help Myself - 1975: Train of Thought - 1975: Trans Canada Highway - 1976: Hold On - 1977: It’s Over - 1977: Sandman - 1980: Helmet Boy - 1990: In My Life - 1990: Let the Heartaches Begin |

### Singles als Gastmusiker
| Jahr | Titel Album                                          | Höchstplatzierung, Gesamtwochen/‑monate, AuszeichnungChartplatzierungen (Jahr, Titel, Album, Platzierungen, Wochen/Monate, Auszeichnungen, Anmerkungen) | Höchstplatzierung, Gesamtwochen/‑monate, AuszeichnungChartplatzierungen (Jahr, Titel, Album, Platzierungen, Wochen/Monate, Auszeichnungen, Anmerkungen) | Höchstplatzierung, Gesamtwochen/‑monate, AuszeichnungChartplatzierungen (Jahr, Titel, Album, Platzierungen, Wochen/Monate, Auszeichnungen, Anmerkungen) | Höchstplatzierung, Gesamtwochen/‑monate, AuszeichnungChartplatzierungen (Jahr, Titel, Album, Platzierungen, Wochen/Monate, Auszeichnungen, Anmerkungen) | Höchstplatzierung, Gesamtwochen/‑monate, AuszeichnungChartplatzierungen (Jahr, Titel, Album, Platzierungen, Wochen/Monate, Auszeichnungen, Anmerkungen) | Anmerkungen                   |
| Jahr | Titel Album                                          | DE | AT | CH | UK | US | Anmerkungen                   |
| ---- | ---------------------------------------------------- | --- | --- | --- | --- | --- | ----------------------------- |
| 1989 | Something’s Gotten Hold of My Heart The Stars We Are | DE1 Gold · (20 Wo.)DE | AT2 (4 Mt.)AT | CH1 (14 Wo.)CH | UK1 Gold · (12 Wo.)UK | — | Marc Almond feat. Gene Pitney |

## Auszeichnungen für Musikverkäufe
Anmerkung: Auszeichnungen in Ländern aus den Charttabellen bzw. Chartboxen sind in ebendiesen zu finden.
| Land/RegionAuszeichnungen für Musikverkäufe (Land/Region, Auszeichnungen, Verkäufe, Quellen) | Silber     | Gold     | Platin | Verkäufe | Quellen           |
| -------------------------------------------------------------------------------------------- | ---------- | -------- | ------ | -------- | ----------------- |
| Deutschland (BVMI)                                                                           | —          | Gold1    | —      | 250.000  | musikindustrie.de |
| Vereinigtes Königreich (BPI)                                                                 | 4× Silber4 | 2× Gold2 | —      | 740.000  | bpi.co.uk         |
| Insgesamt                                                                                    | 4× Silber4 | 3× Gold3 | —      |          |                   |